# South Pacific Island Airways
South Pacific Island Airways, сокращенно SPIA — бывшая американская авиакомпания, осуществлявшая авиарейсы в районе Тихого океана с 1973 по 1987 годы.

## История
Авиакомпания открылась в 1973 году.
В 1984 году, ФАА приостановило работу компании, когда один из её самолётов, выполнявший чартерный рейс, чуть не влетел в воздушное пространство Советского Союза.
После некоторых изменений в руководстве компании она снова получила разрешение на работу, но в 1985 её работа опять была приостановлена в связи с якобы сомнительными сделками, включавшими оборудование для снижения шума для Boeing 707.
После этого компания продолжала ограниченно работать вплоть до закрытия в 1987 году.

## Маршрутная сеть
Авиакомпания осуществляла рейсы в следующие точки назначения:
| Страны                                                                              | Аэропорты            |
| ----------------------------------------------------------------------------------- | -------------------- |
| Канада                                                                              | Ванкувер             |
| Новая Зеландия - Острова Кука                                                       | Окленд               |
| Новая Зеландия - Острова Кука                                                       | Раротонга            |
| Палау                                                                               | Корор                |
| Папуа-Новая Гвинея                                                                  | Порт-Морсби          |
| Соединённые Штаты Америки - Американское Самоа - Гуам - Северные Марианские острова | Анкоридж, Гонолулу   |
| Соединённые Штаты Америки - Американское Самоа - Гуам - Северные Марианские острова | Паго-Паго, Офу, Тау  |
| Соединённые Штаты Америки - Американское Самоа - Гуам - Северные Марианские острова | Хагатна              |
| Соединённые Штаты Америки - Американское Самоа - Гуам - Северные Марианские острова | Рота, Сайпан, Тиниан |
| Тонга                                                                               | Нукуалофа            |
| Фиджи                                                                               | Сува                 |
| Франция - Французская Полинезия                                                     | Папеэте              |

## Флот
Во времена работы авиакомпании, она управляла 8 самолётами, главным образом Boeing 707, также используя de Havilland Canada DHC-6 Twin Otter для фидерного обслуживания:
| Тип самолёта                         | Количество |
| ------------------------------------ | ---------- |
| Boeing 707                           | 4          |
| de Havilland Canada DHC-6 Twin Otter | 3          |
| Britten-Norman BN-2 Islander         | 1          |

## Инциденты
- 5 ноября 1979 года вследствие ошибки второго пилота, самолёт de Havilland Canada DHC-6 Twin Otter 300 авиакомпании SPIA совершил жёсткую посадку. Самолёт съехал с ВПП и столкнулся с деревьями. Погибших или пострадавших не было[8].
- 21 июля 1984 года вследствие коррозии кабеля руля высоты, у самолёта de Havilland Canada DHC-6 Twin Otter 300 авиакомпании SPIA поднялся нос. Пилот попытался восстановить контроль над летательным средством, однако оно врезалось в здание терминала. Погиб 1 человек[9].